# 本杰明·富兰克林·巴特勒 (1795年)
本杰明·富兰克林·巴特勒（Benjamin Franklin Butler，1795年12月17日—1858年11月8日），美国政治家，曾任美国司法部长（1833年－1838年）。
| 前任： 罗杰·B·托尼 | 美国司法部长 1833年－1838年 | 繼任： 费利克斯·格伦迪 |